# Katie Herzig
Katie Herzig (6 marzo 1980) è una cantautrice e musicista statunitense.

## Biografia
Katie Herzig è nata in California, ma è cresciuta a Fort Collins (Colorado). Si è formata e ha studiato come giornalista. Mentre frequentava la University of Colorado Boulder, nel 1997 forma un gruppo musicale chiamato Newcomers Home. Il gruppo si scioglie nel 2006. Nel 2004 l'artista aveva pubblicato il suo album d'esordio. Nel 2006 ha pubblicato il suo secondo disco. Ha collaborato con Kim Richey. Inoltre alcuni suoi brani sono presenti in diversi telefilm e serie TV (Grey's Anatomy, One Tree Hill, Pretty Little Liars). Dopo la pubblicazione di Weightless, si è trasferita a Nashville.

## Discografia
Album studio
- 2004 - Watch Them Fall
- 2006 - Weightless
- 2008 - Apple Tree
- 2011 - The Waking Sleep
- 2014 - Walk Through Walls

Live
- 2009 - Live in Studio: Acoustic Trio